# Kirsi Liimatainen
Kirsi Liimatainen, née le 14 avril 1968, est une actrice et réalisatrice finlandaise.

## Filmographie

### Comme actrice
- 1991 : Palikkatesti (série télévisée)
- 1992 : Luonnonmukainen rakastaja (série télévisée) : Myyjätär
- 1993 : Huomenna on paremmin (série télévisée) : Rauha Pasanen (8 épisodes)
- 1994 : Onnenpeliä (téléfilm) : Bäde
- 1995 : Nuku sydän (court métrage) (voix)
- 1997 : Tanssijan kädet (court métrage télévisée) : Minna
- 1996-1998 : Elämän suola (fi) (série télévisée) : Salla Kunkainen (60 épisodes)
- 1999 : Rakastin epätoivoista naista : Radioääni (voix)
- 1999 : Jäähyväiset ilman kyyneleitä (mini-série) : Leena Kokkonen
- 1999 : Salatut elämät (série télévisée) : Pipsa Puumalainen (3 épisodes)
- 1999-2000 : Trasselirakastaja (mini-série) : Arja Vähälä (6 épisodes)

### Comme réalisatrice
- 1998 : Kuninkaankatu 4 (documentaire)
- 2001 : Modlichan toinen perhe (court métrage documentaire)
- 2002 : Frühlingshymne
- 2006 : Sonja
- 2011 : Festung
- 2011 : Alavilla mailla hallanvaara (série télévisée) (3 épisodes)
- 2016 : Comrade, Where Are You Today? (documentaire)

### Comme scénariste
- 1998 : Kuninkaankatu 4 (documentaire)
- 2001 : Modlichan toinen perhe (court métrage documentaire)
- 2002 : Frühlingshymne
- 2006 : Sonja
- 2016 : Comrade, Where Are You Today? (documentaire)

### Comme productrice
- 1998 : Kuninkaankatu 4 (documentaire)
- 2006 : Sonja
- 2016 : Comrade, Where Are You Today? (documentaire)

### Comme monteuse
- 1998 : Kuninkaankatu 4 (documentaire)